# Mughiphantes handschini
Mughiphantes handschini is een spinnensoort in de taxonomische indeling van de hangmatspinnen (Linyphiidae).
Het dier behoort tot het geslacht Mughiphantes. De wetenschappelijke naam van de soort werd voor het eerst geldig gepubliceerd in 1919 door Ehrenfried Schenkel-Haas.